# Подоложь
Подоложь — деревня в Старорусском районе Новгородской области в составе Наговского сельского поселения.

## География
Находится в южной части Новгородской области на расстоянии приблизительно 24 км на северо-запад по прямой от железнодорожного вокзала города Старая Русса на левом берегу речки Псижа.

## История
В 1908 году здесь (деревня в Старорусском уезде Новгородской губернии) было учтено 19 дворов.

## Население
Численность населения: 108 человек (1908 год), 35 (русские 97 %) в 2002 году, 22 в 2010.